# Ansamblul Academic de Dans Folcloric Faizi Gaskarov
Ansamblul Academic de Dans Folcloric Faizi Gaskarov (în rusă Ансамбль народного танца имени Файзи Гаскарова) este o companie profesionistă de dans folcloric din Republica Bașchiria, Rusia.

## Istorie
Grupul a fost înființat între 1936-1938 la biroul de concerte și varietăți al Teatrelor Unite din BASSR (Republica Autonomă Sovietică Socialistă Bașchiria) din studenții departamentului de balet al Școlii de Teatru Bașkiră și participanți la spectacolele amatorilor. În 1938 a fost reorganizat în Ansamblul de Cântec, Dans și Muzică Bașkir sub nou-creata Filarmonică de Stat Bașkiră. Pe 11 martie 1939, un student al lui Igor Moiseev, Faizi Adgamovici Gaskarov, a devenit director artistic al ansamblului și a stabilit direcția de dezvoltare a grupului. Această dată este considerată ziua de naștere a ansamblului.
În 1940 a devenit membru al Ansamblului de Dans Popular Bașkir de Stat. În vara anului 1940, ansamblul a efectuat primul său turneu în Bashkortostan. La începutul anului 1941 a studiat la Decada Literaturii și Artelor Bașkire din Moscova. În 1955, a participat la decada literaturii și artelor bașkire din Moscova, eveniment care a adus ansamblului faimă în întreaga Uniune Sovietică.
În 1988, grupul a fost numit după Fayzi Gaskarov.
În 1991, ansamblul s-a separat de Filarmonica de Stat și a dobândit statutul de entitate juridică și denumirea sa modernă. În 1994, au avut loc simultan două turnee internaționale - în Statele Unite ale Americii și Turcia.
În decembrie 1996, Ministerul Culturii al Federației Ruse a acordat ansamblului titlul de „Academic”. În 2007, ansamblul și-a achiziționat propria nouă locație.

## Premii
- Premiul Salavat Iulaev